# 通俗腔蚓
通俗腔蚓（学名：Metaphire vulgaris），巨蚓科腔蚓属的一种，因旧属环毛蚓属（Pheretima），故也称通俗环毛蚓，是一种广泛分布于中国的蚯蚓。本种的干燥体是传统中药地龙的来源之一。
本种2023年被收录入中国《有重要生态、科学、社会价值的陆生野生动物名录》。